# 库尔蒂
库尔蒂（義大利語：Curti），是意大利卡塞塔省的一个市镇。总面积1.73平方公里，人口7274人，人口密度4204.6人/平方公里（2009年）。ISTAT代码为061032。